# 霧島市立牧之原中学校
霧島市立牧之原中学校（きりしましりつ まきのはらちゅうがっこう）は、鹿児島県霧島市福山町福山にある市立中学校。

## 概要
- 市町村合併で霧島市が誕生する以前は、福山町立牧之原中学校であった。
- 生徒数は、207名で、各学年2学級である（平成18年5月1日現在）。
- 昭和36年に福地分校・比曽木野分校を統合した。

## 学区
- 霧島市立牧之原小学校の全域、霧島市立塚脇小学校の一部。

## 若駒分校
2008年（平成20年）4月から旧鹿児島県立牧之原学園が鹿児島県立若駒学園に名称変更し、児童福祉法・学校教育法に基づき、牧之原中学校若駒分校が開設された。小学校は現在霧島市立塚脇小学校分教室として開設されている。